# Melhania cannabina
Melhania cannabina är en malvaväxtart som beskrevs av Robert Wight och Maxwell Tylden Masters. Melhania cannabina ingår i släktet Melhania och familjen malvaväxter. Inga underarter finns listade i Catalogue of Life.